# Olympische Sommerspiele 1988/Teilnehmer (Saudi-Arabien)
| Gelbes Symbol für Goldmedaillen mit stilisierten Olympischen Ringen | Graues Symbol für Silbermedaillen mit stilisierten Olympischen Ringen | Braundes Symbol für Bronzemedaillen mit stilisierten Olympischen Ringen |
| ------------------------------------------------------------------- | --------------------------------------------------------------------- | ----------------------------------------------------------------------- |
| —                                                                   | —                                                                     | —                                                                       |

Saudi-Arabien nahm an den Olympischen Sommerspielen 1988 in Seoul, Südkorea, mit einer Delegation von neun Sportlern (allesamt Männer) teil.

## Teilnehmer nach Sportarten

### Bogenschießen
- Sameer Jawdat
Einzel: 82. Platz

- Adel al-Jabrin
Einzel: 83. Platz

### Leichtathletik
- Mohamed Fahd al-Bishi
100 Meter: Vorläufe
200 Meter: Vorläufe

- Haji Bakr al-Qahtani
400 Meter: Vorläufe
800 Meter: Vorläufe

- Mohamed Barak al-Dosari
1500 Meter: Vorläufe
3000 Meter Hindernis: Halbfinale

- Youssef al-Dosari
110 Meter Hürden: Vorläufe
400 Meter Hürden: Vorläufe

- Ibrahim Mohamed al-Ouiran
Diskuswurf: In der Qualifikation ausgeschieden

- Abdul Azim al-Aliwat
Speerwurf: 38. Platz in der Qualifikation

### Schießen
- Matar al-Harthi
Trap: 48. Platz